# Petalonyx thurberi
Petalonyx thurberi là một loài thực vật có hoa trong họ Loasaceae. Loài này được A. Gray miêu tả khoa học đầu tiên năm 1854.

## Hình ảnh

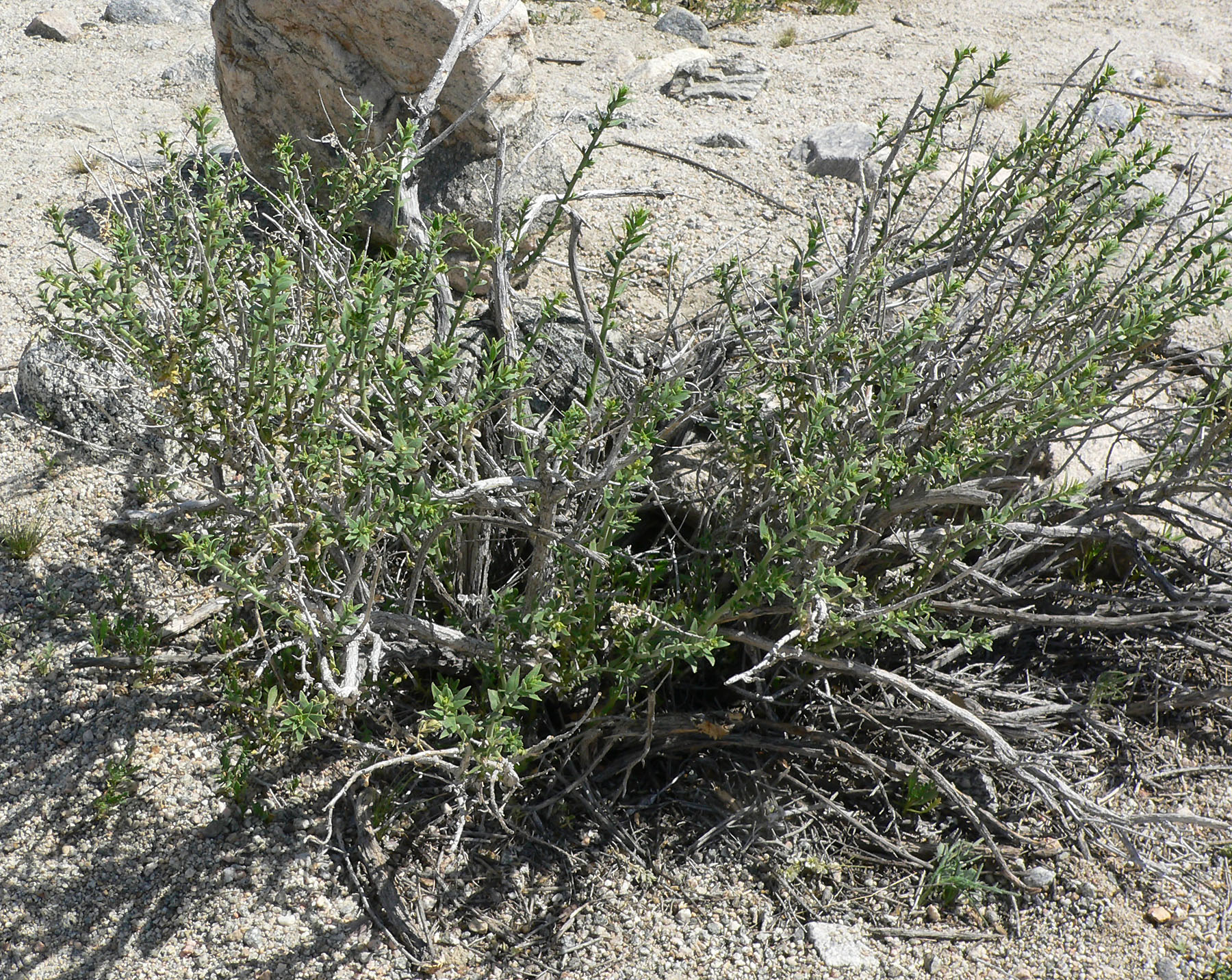
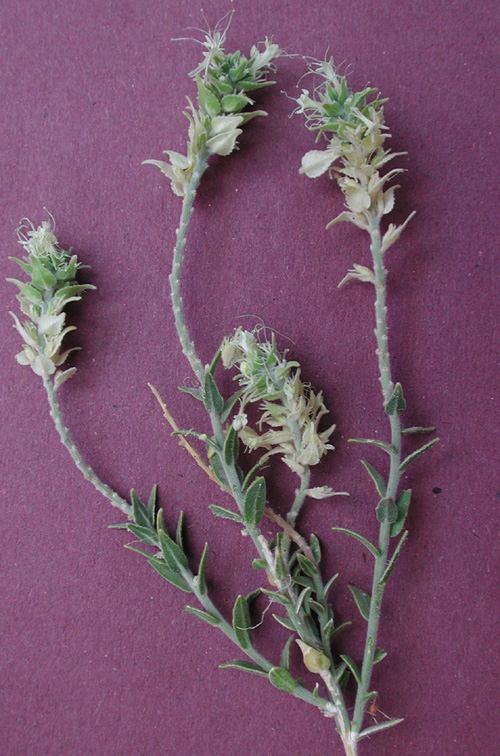